# Nazionale maschile di pallacanestro della Georgia
La nazionale maschile di pallacanestro della Georgia (საქართველოს ეროვნული საკალათბურთო ნაკრები) rappresenta la Georgia nelle manifestazioni internazionali maschili di pallacanestro ed è controllata dalla Federazione cestistica della Georgia.

## Storia
Fino al 1991 ha fatto parte della nazionale sovietica.
Si è formata nel 1993, non aderendo, al contrario di altre repubbliche ex-sovietiche, alla Comunità degli Stati Indipendenti
Dopo cinque partecipazioni consecutive agli Europei, ha centrato per la prima volta la qualificazione ai Mondiali nel 2023.

### Piazzamenti

#### Campionati del mondo
- 2023 - 16°

#### Campionati europei
- 2011 - 11°
- 2013 - 17°
- 2015 - 9°
- 2017 - 17°
- 2022 - 21°

#### Manifestazioni minori
- Torneo Acropolis: 1

2017

### Mondiali
Campionato mondiale maschile di pallacanestro 20234 Andronik'ashvili, 5 Mamuk'elashvili, 6 Jinch'aradze, 7 Liklikadze, 8 Tsintsadze, 9 Shermadini, 10 Sanadze, 11 Turdziladze, 17 Berishvili, 23 Shengelia, 25 McFadden, 35 Bitadze,        All. Īlias Zouros

### Europei
Campionato europeo maschile di pallacanestro 20114 Gamq'relidze, 5 V. Boisa, 6 A. Boisa, 7 Pachulia, 8 Tsintsadze, 9 Shermadini, 10 Parghalava, 11 Mark'oishvili, 12 Haynes, 13 Sanik'idze, 14 Shengelia, 15 Tskit'ishvili,        All. Igor Kokoškov
Campionato europeo maschile di pallacanestro 20134 Met'reveli, 5 Pkhak'adze, 6 Sanadze, 7 Burjanadze, 8 Tsintsadze, 9 Shermadini, 10 Hickman, 11 Mark'oishvili, 12 Patsatsia, 13 Sanik'idze, 14 Lezhava, 15 Tskit'ishvili,        All. Igor Kokoškov
Campionato europeo maschile di pallacanestro 20150 Pullen, 4 Met'reveli, 7 Pachulia, 8 Tsintsadze, 9 Shermadini, 10 Sanadze, 11 Mark'oishvili, 12 Patsatsia, 13 Sanik'idze, 15 Burjanadze, 23 Lezhava, 25 Shengelia,        All. Igor Kokoškov
Campionato europeo maschile di pallacanestro 20173 Dixon, 4 Gamq'relidze, 6 Boisa, 7 Pachulia, 8 Tsintsadze, 9 Shermadini, 10 Sanadze, 11 Mark'oishvili, 17 Berishvili, 23 Shengelia, 35 Bitadze, 99 Londaridze,        All. Īlias Zouros
Campionato europeo maschile di pallacanestro 20224 Andronik'ashvili, 5 Mamuk'elashvili, 6 Jinch'aradze, 7 Burjanadze, 8 Tsintsadze, 9 Shermadini, 10 Sanadze, 17 Berishvili, 18 Bokolishvili, 25 McFadden, 33 Bekauri, 35 Bitadze,        All. Īlias Zouros

## Nazionali giovanili
- Selezioni giovanili della nazionale maschile di pallacanestro della Georgia